# Bruce Harris
Bruce A. Harris là một luật sư và chính trị gia người Mỹ đến từ New Jersey. Là người Cộng hòa, trước đây ông từng là Thị trưởng Chatham Borough, New Jersey từ tháng 1 năm 2012 đến tháng 12 năm 2019. Trước đó, ông đã phục vụ trong Hội đồng Chatham Borough từ năm 2004 đến 2012. Kể từ khi rời nhiệm sở, Harris được bổ nhiệm vào Ủy ban Kế hoạch Nhà nước New Jersey, nơi ông là thành viên từ tháng 2 năm 2020.

## Tiểu sử
Harris học tại Amherst College, tốt nghiệp magna cum laude. Ông có bằng MBA của Trường Quản lý Tốt nghiệp Đại học Boston và JD từ Trường Luật Yale.
Sau tám năm trong Hội đồng Chatham Borough, Harris đã ứng cử thị trưởng của Chatham Borough vào tháng 11 năm 2011, đánh bại đương nhiệm đảng Dân chủ đương nhiệm Nelson Vaughan. Là người Cộng hòa, Harris nhậm chức thị trưởng vào tháng 1/2012.
Vào ngày 23 tháng 1 năm 2012, Thống đốc Chris Christie đã đề cử Harris vào một vị trí mở trong Tòa án Tối cao New Jersey. Đề cử của ông đã bị từ chối vào ngày 31 tháng 5 năm 2012, bởi Ủy ban Tư pháp Thượng viện trong cuộc bỏ phiếu 7-6 phần lớn dọc theo các đảng phái. Sự thiếu kinh nghiệm trong phòng xử án của ông đã bị phe đối lập trích dẫn. Harris là người đồng tính công khai. Nếu đề cử của ông đã được xác nhận, ông sẽ là người đầu tiên công khai Tòa án tối cao New Jersey.
Harris từng là cố vấn chung của Cơ quan quản lý xe đạp New Jersey từ năm 2012 đến 2018.
Vào tháng 4 năm 2019, Harris tuyên bố rằng ông sẽ không tìm cách tái đắc cử với tư cách là thị trưởng của Chatham Borough. Ông được thay thế bởi đảng Dân chủ Thaddeus "Thad" Kobylarz, người đã tham gia hội đồng quận trước khi ra tranh cử thị trưởng. Vào tháng 2 năm 2020, Thống đốc Dân chủ Phil Murphy đã bổ nhiệm Đảng Cộng hòa Harris vào Ủy ban Kế hoạch Nhà nước New Jersey.